# Riejanne Markus
Riejanne Markus   (Diemen, 1 de setembre de 1994) és una ciclista neerlandesa professional des del 2014, actualment a l'equip Lidl-Trek.

## Palmarès en ruta
- 2017
  - 1a a l'Omloop van Borsele
  - 1a a la Gracia Orlová i vencedora de 2 etapes
- 2019
  -  Campiona del món en contrarellotge per equips mixtes
  -  Campiona d'Europa en contrarellotge per equips mixtes
- 2021
  - Vencedora d'una etapa al Ladies Tour of Norway
- 2022
  -  Campiona dels Països Baixos en ruta
  - Vencedora d'una etapa a la Simac Ladies Tour
- 2023
  -  Campiona dels Països Baixos en contrarellotge
  - 1a a la Clàssica Fèmines de Navarra
- 2024
  - 1a a la Veenendaal-Veenendaal Classic
  -  Campiona dels Països Baixos en contrarellotge

### Resultats a les Grans Voltes

#### Giro d'Itàlia
- 2016: 66a posició
- 2017: 78a posició
- 2018: 59a posició
- 2019: 48a posició
- 2021: 34a posició
- 2022: no surt a la 6a etapa

#### Tour de França
- 2022: 12a posició
- 2023: 11a posició
- 2024: 44a posició
- 2025: 22a posició

#### Volta a Espanya
- 2023: 4a posició
- 2024: 2a posició
- 2025: 13a posició

## Palmarès en bicicleta de muntanya
- 2017
  -  Campiona d'Europa de beachrace